# هنري فوسيون
هنري فوسيون Henri Focillon (1881- 1943)، المؤرخ الفني والأكاديمي الفرنسي وأحد أشهر مؤرخي الفن في القرن العشرين. اشتهر فوسيون بمؤلفاته عن فن العصور الوسطى، وبتأثيره النافذ على العديد من مؤرخي الفن في فرنسا والولايات المتحدة ممن تتلمذوا على يديه. وقد شغل منصب مدير متحف الفنون الجميلة بليون في الفترة (1913- 1924) بالإضافة لعمله كأستاذ جامعي في العديد من الجامعات داخل فرنسا وخارجها، وقد غادر فوسيون فرنسا إلى الولايات المتحدة في نهاية حياته، وكان مناصرا للحلفاء وللقوات الفرنسية الحرة بقيادة «شارل ديجول» إبان الحرب العالمية الثانية، الأمر الذي تسبب في نهاية المطاف في عزله عن منصبه كأستاذ في «كوليج دو فرانس» عام 1942.